# Brenthis ongudaica
Brenthis ongudaica är en fjärilsart som beskrevs av François Picard 1945. Brenthis ongudaica ingår i släktet Brenthis och familjen praktfjärilar. Inga underarter finns listade i Catalogue of Life.